# Krarup Sogn
Krarup Sogn er et sogn i Fåborg Provsti (Fyens Stift).
I 1800-tallet var Krarup Sogn anneks til Brahetrolleborg Sogn. Begge sogne hørte til Sallinge Herred i Svendborg Amt. Trods annekteringen var de to selvstændige sognekommuner. Ved kommunalreformen i 1970 blev  Brahetrolleborg indlemmet i Faaborg Kommune, og Krarup blev indlemmet i Ringe Kommune. Begge disse storkommuner indgik ved strukturreformen i 2007 i Faaborg-Midtfyn Kommune.
I Krarup Sogn ligger Krarup Kirke.
I sognet findes følgende autoriserede stednavne:
- Krarup (bebyggelse, ejerlav)
- Lydinge (bebyggelse, ejerlav)
- Lydinge Haver (bebyggelse)
- Møllebækshuse (bebyggelse)
- Snarup (bebyggelse, ejerlav)
- Snarup Have (areal)
- Søfælde (bebyggelse, ejerlav)
- Tange (bebyggelse)